# Revillagigedo-szigetek
A Revillagigedo-szigetek (spanyolul Archipiélago de Revillagigedo vagy Islas Revillagigedo) egy 4 szigetből álló szigetcsoport a Csendes-óceánban, mely közigazgatásilag Mexikó Colima államának Manzanillo községéhez tartozik. Az ország Jalisco államának partjaitól 550 km-re, a Kaliforniai-félsziget csúcsától 400 km-re fekszik a hozzájuk legközelebb eső Szent Benedek-sziget.
2016-ban az UNESCO a szigeteket felvette a természeti világörökségek listájára.

## A négy sziget

### Roca Partida

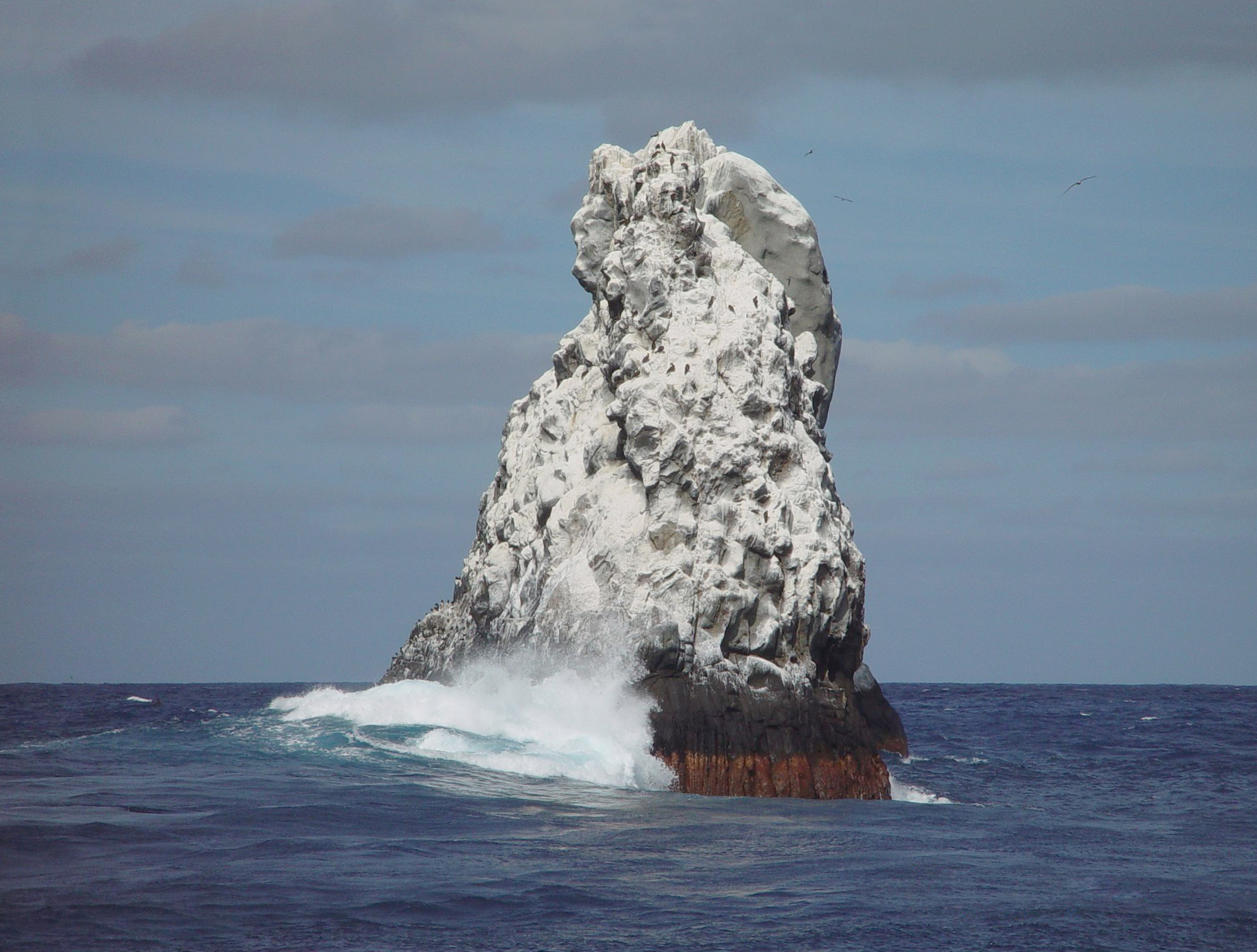
A Roca Partida abból a nézetből, ahonnan nem látszik a két csúcs

A szigetcsoport legkisebb szigete a Roca Partida („hasított szikla”), mely lényegében nem más, mint egy tengerből kiálló kőszirt, melynek két csúcsa van, mintha középen ketté lenne hasítva. A kis sziget hossza 91 méter, szélessége 45 méter, magasabbik csúcsa 34 méter. A négy sziget közül ez található középen: a Clarión 290 km-re nyugat-délnyugatra, a Socorro 110 km-re kelet-délkeletre, a Szent Benedek-sziget pedig 135 km-re kelet-északkeletre fekszik.

### Clarión vagy Szent Rozália-sziget
A négy sziget legnyugatabbi tagja, területe 19,8 km², legmagasabb pontja, a keleti részén található Monte Gallegos 335 m-rel magasodik a tengerszint fölé, a középső vidékén emelkedik a 280 m-es Monte de la Marina, a Pico de la Tienda pedig 292 méter magas. A sziget hossza 8,5 km, legnagyobb szélessége 3,5 km. Északi partja meredeken emelkedik ki a vízből, délre fokozatosan lejt, de nem egyenletesen, mert felszínét kisebb hegyek szabdalják.

### Socorro vagy Szent Tamás-sziget

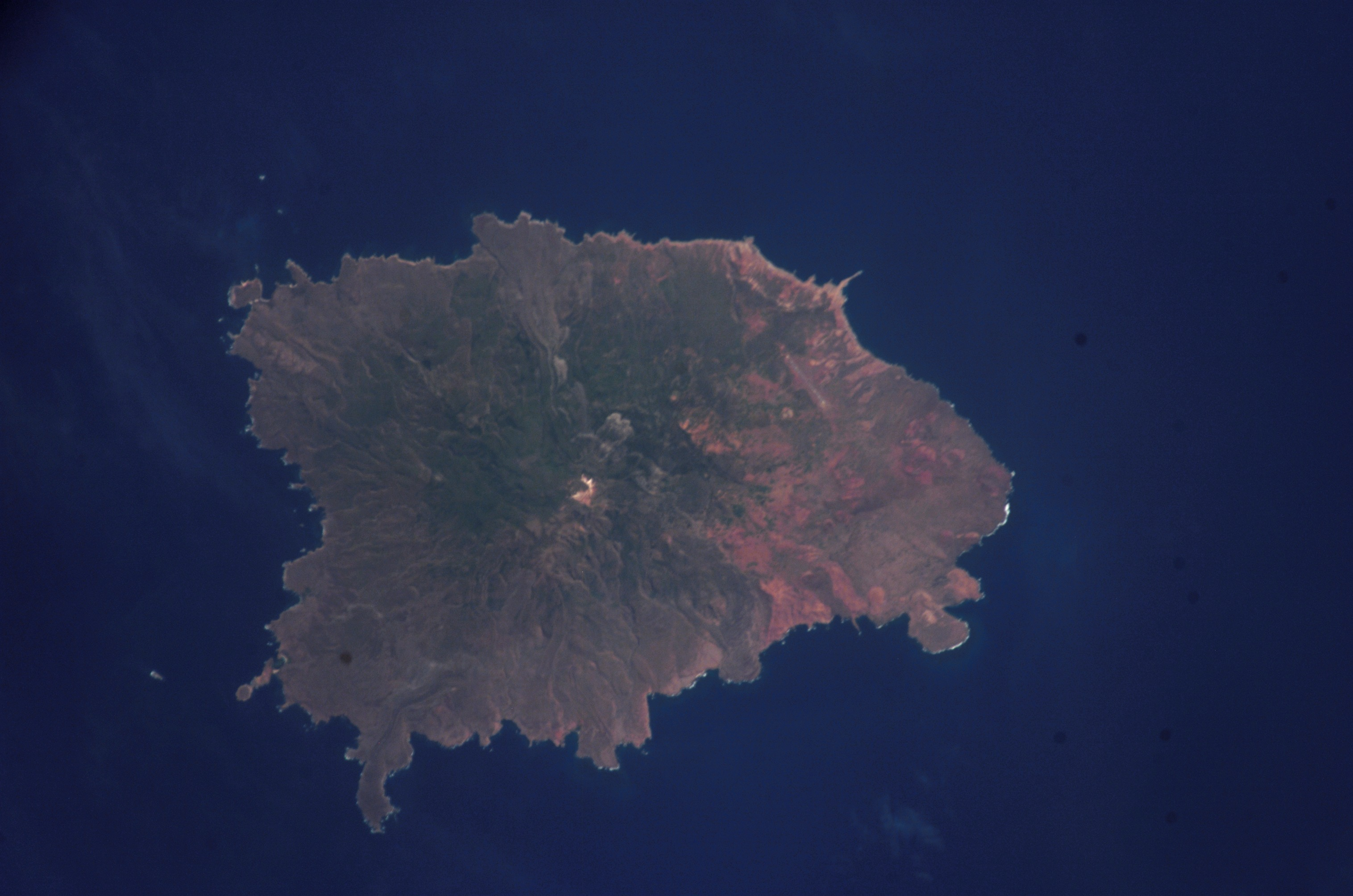
A Socorro-sziget

A szigetcsoport legnagyobb területű szigete a Socorro (nevének jelentése segítség, segély), más néven Szent Tamás-sziget, spanyolul Isla Santo Tomás. Összesen 132 km²-en terül el, és itt található a szigetek legmagasabb pontja, az 1050 m magas Evermann-vulkán. A sziget déli részén, Cabo Reglánál egy kis település épült fel kikötővel a tengerészek részére, ahol a házak mellett egészségügyi állomás, étkező és iskola is található, valamint ivóvíz nyeréséhez egy lepárló. A nyugati parton meredek sziklafalak húzódnak, melyekbe a tenger számos barlangot vájt.

### Szent Benedek-sziget
A szintén vulkáni eredetű Szent Benedek-sziget (spanyolul Isla San Benedicto) a szigetcsoport legkeletibb tagja, egyben a szárazföldhöz legközelebb eső is. Hossza 4,4 km, legnagyobb szélessége 2,3 km, területe összesen kevesebb, mint 10 km². A szigeten két szépen megfigyelhető kráter emelkedik, a délnyugati, a Bárcena a magasabb (körülbelül 300 méter), az északkeleti az alacsonyabb. Keleti oldalán kikötésre alkalmas terület is található.

## Története
A négy szigetet négy különböző évben fedezték fel. Elsőként, 1533-ban, a Socorrót pillantották meg spanyol hajósok Hernando de Grijalva vezetésével. A Szent Benedek-szigetet 1542-ben fedezte fel Ruy López de Villalobos, a Roca Partidát szintén ő, de jóval később (1569-ben), utolsónak pedig a Clarión vált ismertté a holland Joris van Spilbergen jóvoltából.
Az első részletes térképet 1793-ban James Colnett angol tengerész készítette el és ő adta a szigetcsoport mai nevét is Juan Vicente de Güemes Pacheco de Padilla Új-Spanyolország alkirálya, Revillagigedo második grófja tiszteletére. A Socorro elnevezés Martín Yáñez de Armita kapitánytól származik, aki feleségéről adta ezt a nevet a szigetnek, a Szent Benedek-szigetet pedig éppen a Socorrót felfedező Girjalva nevezte el így.
Az 1800-as évektől kezdve angol és amerikai bálnavadászok jelentek meg a szigeteken, később az élővilág tudományos kutatása is megkezdődött. A szigetcsoport 1868. január 27-én került Colima államhoz.

## Élővilág
A szigetek területén 1994. június 6-án egy 636,6 hektáros bioszféra-rezervátumot alakítottak ki, mely területből Socorróhoz 225,7 hektár tartozik, Clariónhoz 161,3 hektár, a Szent Benedek-szigethez 137 hektár és a Roca Partidához 112,6 hektár. Ökológiai jelentőségét az adja, hogy a szárazföldektől való nagy távolsága miatt számos endemikus faj él a területen.
A szigetek talaja nagyrészt vulkanikus eredetű, a partok közelében homokos, édesvízfolyások nincsenek (csak a Socorrón van egy kisebb vízgyűjtő mélyedés), az éghajlat igen meleg, de nem száraz: például Socorro alacsonyabb részein kb. évi 600 mm az átlagos csapadékmennyiség, a magasabb részeken az 1200 mm-t is elérheti (igaz, időbeli eloszlása nagyon egyenetlen: főként a nyár csapadékos, februártól májusig szárazság uralkodik). A tengervíz átlagosan 25 °C-os, sótartalma a világátlagnál alacsonyabb, 28‰. A jellemző szélirány az északkeleti.

### Növényvilág

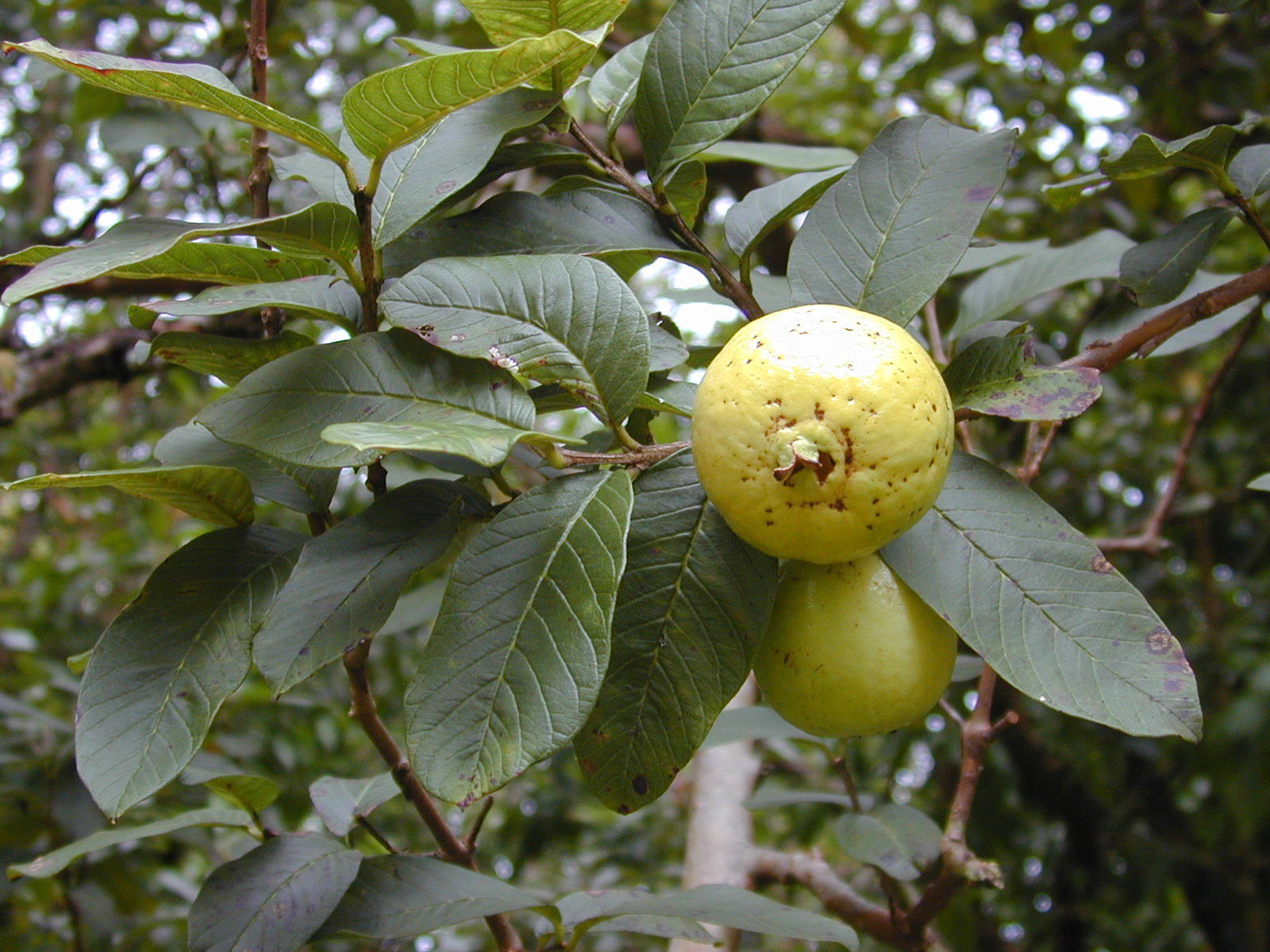
Guava

A Socorro szigeten 117 (szövetes) növényfajt írtak le, ezek harmada endémikus, valamint 18-féle gombát, melyekből 2 endémikus (a Phillachora acalyphae és a Leptosphaeria phoradendri). A növényvilág tengerszint feletti magasság szerint tagozódik: a partokon sókedvelő fajok élnek, kb. 250 méterig a bozótosok legjellemzőbb növénye a Croton masonii, 250–500 m között a Ficus cotinifolia nevű fügefaj, 800 méterig a Bumelia socorrensis (vagy Sideroxylon socorrense) és a Psidium galapageium (galápagosi guava) fák fordulnak elő nagy számban (ahol a lejtők kevésbé meredekek és így a humuszréteg vastagabb), a silányabb talajon a Dodonaea fajai is megélnek.
A Claróin domborzata más, itt sokkal alacsonyabbak a hegyek és vannak kevésbé lejtős területek. Ezt a szigetet rétek, bozótosok és alacsony fák (pl. Karwinskia humboldtiana) társulásai borítják, az alacsonyabban fekvő részeken kaktuszfélék (főként fügekaktuszok) teremnek, és gyakoriak a hajnalka nemzetség egyedei, például az Ipomoea pes-caprae fajhoz tartozók. Összesen 43 növényfajt figyeltek meg (ebből 11 endémikus), valamint kétféle gombát (Phillachora acalyphae és Puccinia strilolata). 1984-ben egy tűzvészben leégett a sziget kétharmada, igaz, főként csak a rétek növényzete pusztult el.
A Szent Benedek-sziget 11 növényfaja közül 6 endémikus. Az 1952-es vulkánkitörés nagy területeken elpusztította az élővilágot, így a sziget legnagyobb részén a 11 fajból csak 7 található meg.
A szigeteken élő néhány más jellegzetes növényfaj még a Jouvea pilosa és a Conocarpus erectus.

### Állatvilág

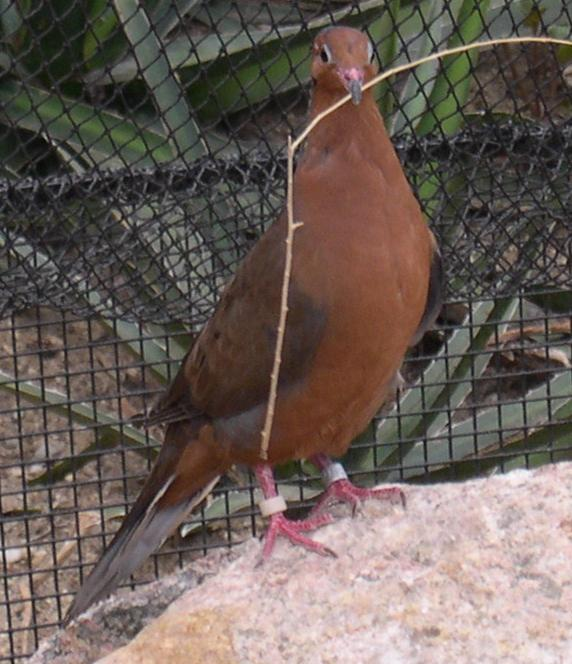
Socorrói gerle egy hollandiai állatkertben

A szigeteken a gerinceseket csak a madarak és a hüllők képviselik, és ez utóbbiak is csak Socorrón és Clariónon vannak jelen.
A Socorro szigeten 25-féle madárfajt figyeltek meg (ebből 10 vízimadár) és 3-féle hüllőt. A 15 szárazföldi madár és az összes hüllőfaj endémikus. Itt élt korábban a socorrói gerle is, mely mára azonban vadon kipusztult.
A szigetcsoport négy fontos teknősfaja a kérgesteknős, az olajzöld fattyúteknős, a közönséges cserepesteknős és a közönséges levesteknős, a hüllők közül emellett megemlítendő még a Masticophis anthonyi nevű kígyó és az Urosaurus auriculatus nevű gyík, a madarak közül legfontosabbak a clarión-szigeti sirató gerle, az üregi bagoly, a clarión-szigeti holló, a Sula dactylatra californica nevű álarcosszula-alfaj, a Fregata minor palmerstoni nevű fregattmadárféle, a socorrói rőtfarkú ölyv, a szigeti gezerigó, a tündérbaglyocska graysoni nevű alfaja, a Socorro-szigeti aratinga, a socorrói ökörszem,  a rákok közül pedig a Gecarcinus planatus. A közeli vizekben a palackorrú delfin is előfordul.